# NGC 7545
NGC 7545 је спирална галаксија у сазвежђу Ждрал која се налази на NGC листи објеката дубоког неба.
Деклинација објекта је - 38° 32' 6" а ректасцензија 23h 15m 32,3s. Привидна величина (магнитуда) објекта NGC 7545 износи 13,0 а фотографска магнитуда 13,8. NGC 7545 је још познат и под ознакама ESO 347-4, MCG -7-47-26, AM 2312-384, IRAS 23127-3848, PGC 70840.